# Vênus de Cucuteni

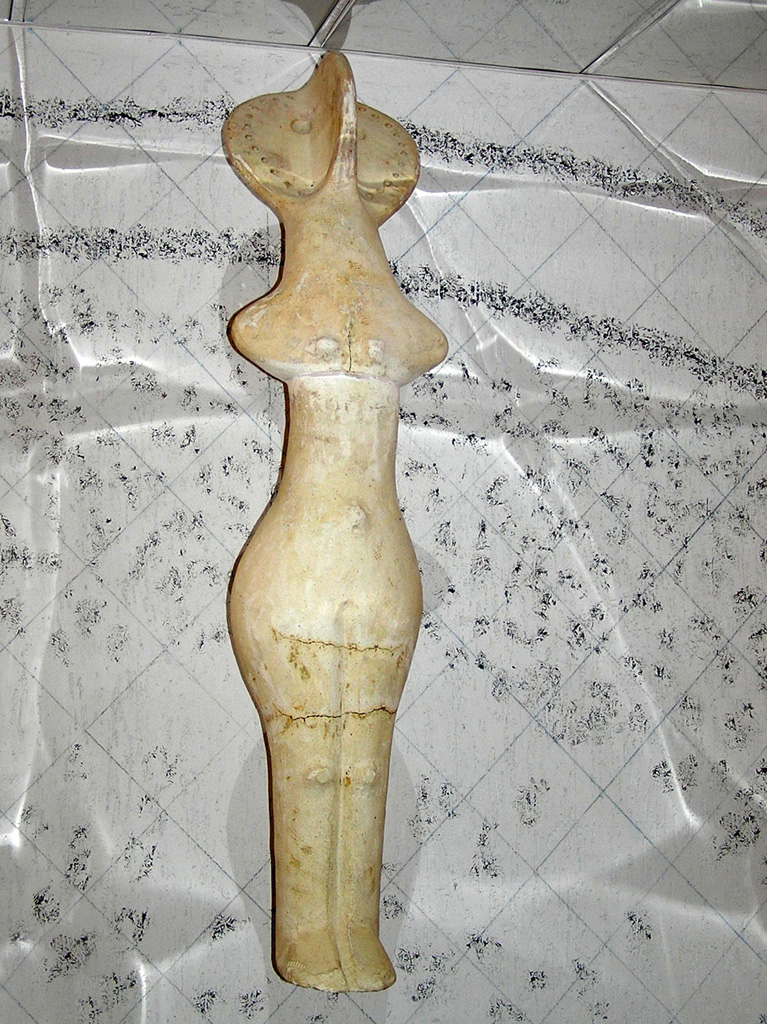
Uma estátua da cultura de Cucuteni, IV milênio aeC.

A Vênus de Cucuteni é uma Vênus neolítica que estabelece um elo figurativo entre as Vênus paleolíticas, realistas e os ídolos cicládicos, estilizados.